# Seleção Estadunidense de Polo
A Seleção Estadunidense de Polo é a seleção nacional de polo dos Estados Unidos. É administrada pela Associação dos Estados Unidos de Polo (USPA) e representa os Estados Unidos nas competições internacionais de polo.
É a primeira seleção nacional não sul-americana a conquistar título no Campeonato Mundial de Polo, tendo conquistado o título uma vez, em 1989, em Berlim Ocidental, Alemanha Ocidental.

## Torneios

### Olimpíadas
O polo foi introduzido nos Jogos Olímpicos na edição de Paris 1900. Com participações intercaladas em outras três Olimpíadas, o polo foi removido do programa olímpico após os Jogos de Berlim 1936.
Os Estados Unidos participaram do torneio de Polo nos Jogos Olímpicos de 1900, como uma equipa mista, ao lado da Grã-Bretanha, concorrendo como parte da equipe Foxhunters Hurlingham e tendo conquistado a medalha de ouro.
Os representantes dos Estados Unidos voltariam a participar dos Jogos Olímpicos em mais duas edições, 1920 em Antuérpia e 1924, em Paris, tendo conquistado bronze e prata, respetivamente.

### Campeonatos do Mundo
A Seleção Estadunidense de Polo conquistou dois títulos, estando somente atrás de Argentina, Brasil e Chile como as seleções com mais êxitos nos Campeonatos do Mundo.
| Ano  | Sede             | Classificação     | Ref.   |
| ---- | ---------------- | ----------------- | ------ |
| 1987 | Buenos Aires     | Não se qualificou | [ 10 ] |
| 1989 | Berlim           | 1                 | [ 3 ]  |
| 1992 | Santiago         | 4º lugar          | [ 11 ] |
| 1995 | São Maurício     | Não se qualificou | [ 12 ] |
| 1998 | Santa Barbara    | 4º lugar          | [ 13 ] |
| 2001 | Melbourne        | 1ª fase           | [ 14 ] |
| 2004 | Chantilly        | 1ª fase           | [ 15 ] |
| 2008 | Cidade do México | Não se qualificou | [ 16 ] |
| 2011 | Estancia Grande  | 1ª fase           | [ 17 ] |
| 2015 | Santiago         | 2                 | [ 18 ] |
| 2017 | Sydney           | 4º lugar          | [ 19 ] |
| 2022 | Wellington       | 2                 | [ 20 ] |

### Outros torneios
O Campeonato do Mundo de Polo na Neve, contou com a presença da seleção estadunidense em várias ocasiões, a melhor colocação foi um 2º lugar, conquistado na edição de 2015.
Entre 2012 e 2014 ocorreu em Tianjin, China, a Super Copa das Nações, que contou com a presença da seleção estadunidense em todas as suas 3 edições, na primeira edição, a seleção dos Estados Unidos conquistou a melhor posição de sempre no torneio, um 2º lugar.